# Girimulyo (Kemiri)
Girimulyo is een bestuurslaag in het regentschap Purworejo van de provincie Midden-Java, Indonesië. Girimulyo telt 1060 inwoners (volkstelling 2010).